# Ned Cummins
Edward McClellan Cummins, detto Ned (Chicago, 25 luglio 1886 – New Britain, 21 novembre 1926), è stato un golfista statunitense.

## Carriera
Cummins partecipò ai Giochi olimpici di Saint Louis 1904, dove vinse una medaglia d'oro nel torneo a squadre. Nella stessa Olimpiade, prese parte al torneo individuale, in cui fu sconfitto ai sedicesimi di finale da Frank Newton.
Era il nipote di Albert B. Cummins, governatore dell'Iowa e senatore statunitense.

## Palmarès
In carriera ha conseguito i seguenti risultati:
- Giochi olimpici

St. Louis 1904: una medaglia d'oro nel torneo a squadre.